# Sotira flexuosa
Sotira flexuosa är en skalbaggsart som beskrevs av Francis Polkinghorne Pascoe 1885. Sotira flexuosa ingår i släktet Sotira och familjen långhorningar. Inga underarter finns listade i Catalogue of Life.